# Dorothy Fielding
Dorothy Fielding ist eine US-amerikanische ehemalige Schauspielerin. Sie erlangte größere nationale Bekanntheit durch ihre Rolle in der Fernsehserie The Doctors.

## Leben
Fielding debütierte 1975 in einer Nebenrolle in Steven Spielbergs Erfolgsstreifen Der weiße Hai als Filmschauspielerin. Von 1977 bis 1979 verkörperte sie die Rolle der Sara Dancy Powers in insgesamt 312 Episoden der Fernsehserie The Doctors. In den 1980er Jahren wirkte sie in größeren Rollen in den Fernsehserien One in a Million, Chefarzt Dr. Westphall, Robert Kennedy and His Times oder Generations und übernahm außerdem Episodenrollen in Detektei mit Hexerei, T. J. Hooker, Agentin mit Herz, Remington Steele oder 21 Jump Street – Tatort Klassenzimmer. Während dieser Zeit folgten ebenfalls kleinere und größere Besetzungen in verschiedenen Fernseh- und Kinofilmen wie Ambush Mörder, Washington Mistress, Die rabenschwarze Nacht – Fright Night oder Die Entführung der Kari Swenson. 1990 übernahm sie Episodenrollen in Spacecop L.A. und Fernsehfieber und war vier Jahre später in der Rolle der Mrs. Parker in insgesamt vier Episoden der Fernsehserie Melrose Place zu sehen. Zuletzt war sie in jeweils einer Episode der Fernsehserien Pretender, 1997, und Chicago Hope – Endstation Hoffnung, 1998, zu sehen.
Sie ist seit dem 1. August 1982 mit dem Fernsehproduzenten Scott M. Siegler (* 22. Februar 1947) verheiratet.

## Filmografie
- 1975: Der weiße Hai (Jaws)
- 1977–1979: The Doctors (Fernsehserie, 312 Episoden)
- 1980: One in a Million (Fernsehserie, 13 Episoden)
- 1981: Big Bend Country (Fernsehfilm)
- 1981: Die Jagd (The Pursuit of D.B. Cooper)
- 1982: Ambush Mörder (The Ambush Murders) (Fernsehfilm)
- 1982: Washington Mistress (Fernsehfilm)
- 1982: Scheidungskriege (Divorce Wars: A Love Story)
- 1982: Detektei mit Hexerei (Tucker’s Witch) (Fernsehserie, Episode 1x03)
- 1982: Liebesgrüße aus dem Jenseits (Kiss Me Goodbye)
- 1983: Chefarzt Dr. Westphall (St. Elsewhere) (Fernsehserie, 3 Episoden)
- 1984: The Mississippi (Fernsehserie, Episode 2x14)
- 1984: Goldie and the Bears (Fernsehfilm)
- 1984: T. J. Hooker (Fernsehserie, Episode 4x09)
- 1985: Robert Kennedy and His Times (Mini-Serie, 3 Episoden)
- 1985: Die rabenschwarze Nacht – Fright Night (Fright Night)
- 1985: I Had Three Wives (Fernsehserie, Episode 1x05)
- 1985: Agentin mit Herz (Scarecrow and Mrs. King) (Fernsehserie, Episode 3x09)
- 1986: Remington Steele (Fernsehserie, Episode 4x16)
- 1986: Samaritan: The Mitch Snyder Story (Fernsehfilm)
- 1987: Die Entführung der Kari Swenson (The Abduction of Kari Swenson) (Fernsehfilm)
- 1987: 21 Jump Street – Tatort Klassenzimmer (Fernsehserie, Episode 1x10)
- 1988: Duet (Fernsehserie, Episode 2x16)
- 1989: Mord ohne Motiv (The Preppie Murder) (Fernsehfilm)
- 1989: A Peaceable Kingdom (Fernsehserie, Episode 1x02)
- 1989: Generations (Fernsehserie, 4 Episoden)
- 1990: Spacecop L.A. (Fernsehserie, Episode 1x20)
- 1990: Fernsehfieber (WIOU) (Fernsehserie, Episode 1x04)
- 1994: Melrose Place (Fernsehserie, 4 Episoden)
- 1997: Pretender (The Pretender) (Fernsehserie, Episode 1x16)
- 1998: Chicago Hope – Endstation Hoffnung (Chicago Hope) (Fernsehserie, Episode 5x06)